# Ivan Nikolaevič Ėssen
Ivan Nikolaevič Ėssen, in russo Иван Николаевич Эссен?, in tedesco: Magnus Gustav von Essen (Kalvi, 30 settembre 1759 – Baldone, 23 agosto 1813), è stato un generale russo e governatore militare di Riga all'inizio della guerra patriottica del 1812.

## Biografia

### Prima del 1812
Discendente della famiglia Essen dell'Estonia, tra il 1783 ed il 1785 combatté in Polonia, dove fu gravemente ferito. Combatté la guerra russo-svedese (1788–1790) e le campagne di Russia del 1792 e di Polonia del 1794. Per quanto fatto nella battaglia di Maciejowice fu insignito del 4º grado dell'Ordine di San Giorgio.
Nel 1799 comandò la prima divisione della spedizione in Olanda sotto la guida del generale Johann Hermann von Fersen. A partire dal 1802 fu governatore militare di Smolensk. Combatté nel 1807 la guerra contro Napoleone Bonaparte, venendo ferito gravemente a Friedland.

### Il 1812
Durante la guerra patriottica del 1812 fu governatore militare di Riga al posto di Dimitrij Lobanov-Rostovskij, e fu obbligato ad incendiarne i sobborghi non appena il nemico occupò la zona periferica. Dopo i fallimentari tentativi di fermare i Prussiani lontano dalla città, e non essere riuscito a salvare Iecava, ordinò di dare fuoco ai sobborghi, ma a causa del forte vento si perse il controllo del fuoco che lasciò migliaia di cittadini senza casa.
Verso l'autunno la guerra cambiò direzione. I prussiani si erano estesi troppo, Macdonald rimase inattivo, i russi riportarono una vittoria grazie a Peter Wittgenstein a Polack, Napoleone iniziò una ritirata generale e Fabian von Steinheil giunse a Riga. Tutte queste circostanze diedero importanza ad Essen, ma a causa di una cattiva gestione i russi non riuscirono a capitalizzare queste vittorie e subirono pesanti perdite in numerose battaglie. Ad ottobre Essen fu sostituito dal generale Paulucci, e diede le dimissioni.

### La morte
All'inizio del 1813 Essen si trasferì a Baldone, vicino a Riga, per essere sottoposto ad un lungo ciclo di cure termali nei bagni di zolfo, dove annegò il 23 agosto durante una nuotata. Secondo una versione si trattò di un suicidio, avvenuto nell'anniversario del rogo di Riga. 

## Omaggi
- Essen appare come personaggio nella serie di romanzi The Commodore scritta da Horatio Hornblower.